# Södra stambanan
Södra stambanan (dansk: Sydlige hovedbane) er en jernbanestrækning i Sverige, der forbinder det sydlige Sverige med Stockholmsområdet.
Södra stambanan var oprindelig navnet på jernbanestærkningen fra Malmö via Nässjö til Falköping, hvor den blev forbundet med den tidligere anlagte Västra stambanan til Stockholm.  Efter etableringen af den daværende Östra stambanan (Nässjö-Katrineholm), og dermed en nemmere færdelsåre mellem det sydligste Sverige og Stockholm, begyndte man efterhånden at anvende begrebet Södra stambanan om strækningen Malmö-Nässjö-Katrineholm(/Nyköping)-Stockholm.  Denne nyere definition blev først gjort officiel af Banverket i 1990. 
Banverkets præcise definition på Södra stambanan er banestrækningen fra Malmö til Katrineholm hhv. Järna (lige syd for Södertälje), hvor den er forbundet til Västra stambanan, som fortsætter til Stockholm C.  Med undtagelse af Norrköping-Järna (Nyköpingsbanan) er Södra stambanan dobbeltsporet.  SJ står for persontrafikken, mens den regionalt også varetages af andre operatører, så som Östgötatrafiken, Skånetrafiken og Jönköpings länstrafik.
Den del af den gamle Södra stambanan, der løber mellem Nässjö og Falköping hedder nu Jönköpingsbanan. 

## Historie
I forbindelse med at den svenske Riksdag besluttede at et jernbanenet bestående af stambaner, der skulle anlægges af staten, var de første og højest prioriterede jernbaner dem, der udgik fra Stockholm mod syd til Göteborg og til Skåne og kontinentaltrafikken.  Oprindelig overvejede man flere endestationer på Södra stambanan: Ystad (der den gang havde en af Sveriges største havne), Helsingborg på grund af den korte afstand til Danmark, samt Malmö. Strækningen til Malmö vandt så småt gehør på grund af Malmös og Lunds indgriben, samt fordi Malmös havn lå tættest på København, fordi Malmös havn allerede var blevet udbygget et par årtier tidligere og fordi universitetsbyen Lund ville blive sluttet til jernbanenettet.
Den 1. december 1856 (valgt på grund af kong Oscar Is navnedag) blev strækningen Malmö-Lund indviet.  Fra begyndelsen blev strækningen en succes, og stationerne i Malmö og Lund har siden været nogen af Sveriges travleste passagerbanegårde.
Herefter diskuterede man den nordlige linkeføring gennem Småland.  Først og fremmest på grund af besværligt terræn med mange søer og moser, valgte man ikke en  linjeføring gennem det sydlige Smålands største by, Växjö.  I stedet kom banen til at løbe gennem et tidligere nærmest ubeboet område lidt vest for byen.  Desuden ønskede man en ret og ikke alt for uregelmæssig strækning, der kunne føres gennem det smålandske højland uden større problemer for togene.  Sydfra blev banen i 1858 forlænget til Höör, i 1860 fra Höör til Hässleholm, i 1862 til Älmhult og videre indtil jernbanen nåede den nordlige afslutning.  Banen var helt færdig i 1864.  Nordfra blev banen ført fra Falköping til Jönköping og Nässjö.
For at få en mere lige og direkte bane mellem Malmö og Stockholm, anlagde man fra midten af 1860'erne en jernbane fra Norrköping til Nässjö.  Banen stod først klar i 1874, overvejende på grund af besværligt terræn og dårlige statsøkonomi.  Fra Norrköping havde der siden 1860 været en jernbane mod Katrineholm.  Denne bane indgår i Södra stambanan.
På grund af den store trafik især i Skåne og mellem Katrineholm-Stockholm, hvor også togene fra Göteborg kørte, begyndte man tidligt at anlægge dobbeltspor på visse strækninger.  I 1901 blev dobbeltsporet mellem Malmö og Lund indviet, i 1904 var dobbeltsporet mellem Lund og Hässleholm færdigt.  For at trafikmængden ikke skulle blive for stor i nord, anlagde staten jernbanen Norrköping-Nyköping-Järna, et enkeltspor som blev indviet i 1915, hvilket forkortede rejseafstanden, ved at løbe langs kysten og slutte residensbyen til det statslige jernbanenet.  Efter anden verdenskrig kunne man igen sætte dobbeltsporanlægningerne i gang.  I 1958 var hele jernbanen Malmö-Norrköping dobbeltsporet, i 1964 også Norrköping-Katrineholm.  Elektricifieringen var færdig allerede inden anden verdenskrig på hele strækningen  Malmö-Katrineholm.  I 1995 blev X 2000-tog indsat mellem Malmö og Stockholm, hvilket bragte de hurtigste rejsetider mellem byerne ned fra 6 til 4½ time.

## Fremtid
I fremtiden kan man forvente udbygning til fire spor på visse strækninger.  Først og fremmest de højtbelastede spor mellem Malmö og Lund samt mellem Linköping og Norrköping, hvor der sker omfattende pendling med tog.  Mellem Malmö og godsbanen Lommabanans tilslutning i Arlöv, har man siden 2003 været i gang med at udbygge fra to til fire spor, en udvidelse der skal stå færdig i 2009.  Banverket regner med at fortsætte firesporsudbygningen mellem Arlöv og Flackarp (syd for Lund).
Banverket planlægger en stor hastighedsforøgelse, fra 200 til 250 km/t på strækningen Nässjö-Hässleholm.  Det var planlagt til at være i anvendelse i 2015, som første strækning i Sverige, men på grund af et revideret budget er planen udskudt.  Bortset fra de planlagte køreplansstop med venten på andre tog, kræver selve udførelsen ikke mange ombygninger, da banens placering er passende for ændringerne.
Når eller hvis Ostlänken (Linköping-Norrköping-Nyköping-Järna) bliver virkelighed, vil der være et parallelt dobbeltspor til højhastighedstog, hvorved der kommer fire spor på strækningen.  Der vil til dels være ændringer i linjeføringen, blandt andet diskuterer man om der skal bygges en station ved Stockholm-Skavsta Lufthavn.

## Baneoplysninger
- Anlagt: 1856-1864/1874 (sidstnævnte er den tidligere Östra stambanans indvielsesår)
- Togstop: Ja
- ATC: Ja
- Højeste punkt: Solbacka, 315 m.o.h. (omkring 5 km syd for Nässjö)
- Laveste punkt: Malmö C, 0 m.o.h.